# Peter Eriksson (biokemist)
Carl Johan Peter Eriksson, född 22 september 1944 i Helsingfors, är en finländsk biokemist. Han är bror till arkitekten Patrick Eriksson. 
Eriksson blev filosofie doktor 1977 och docent vid Helsingfors universitet 1981. Han var forskare vid Oy Alko Ab:s medicinska avdelning 1972–1996 och därefter specialforskare vid Folkhälsoinstitutet. Han har i olika sammanhang framträtt som expert i biomedicinska alkoholfrågor.